# گروسپوشتویتس
گروسپوشتویتس (به آلمانی: Großpostwitz) یک شهر در آلمان است که در باوتسن واقع شده‌است. گروسپوشتویتس ۳٬۰۳۷ نفر جمعیت دارد.

## خواهرخوانده
شهر گرونزفلد خواهرخواندهٔ گروسپوشتویتس هست.